# La Liga de 1984–85
A La Liga de 1984–85 foi a 54º edição da Primeira Divisão da Espanha de futebol. Com 18 participantes, o campeão foi o FC Barcelona.